# LPRadicals
LPRadicals es el nombre de la tercera versión de un caucus (o comité) radical presente en la historia del Partido Libertario de los Estados Unidos. El presente caucus, formado en 2006 por Susan Hogarth, promueve lo que llaman una interpretación "consistente y de principios" de la filosofía libertaria, y el mantenimiento de una clara plataforma nacional (ver: Acuerdo de Dallas). Estuvo activo en las convenciones nacionales libertarias de 2008 y 2010. El comité lista cuatro puntos como "principios estratégicos clave en la promoción de la labor del Partido Libertario para, como nuestra plataforma lo describe, "establecer un mundo libre en nuestro presente."" Estos 4 puntos son: los derechos son utilitarios, el abolicionismo (antiestado) radical, un populismo de principios y la ausencia de un orden particular (para suprimir las políticas del gobierno).
El primer Radical Caucus estuvo activo desde 1972 hasta 1974. El creador del grupo, Samuel Konkin, lo utilizó en un breve intento de dirigir el incipiente movimiento lejos de la participación en el proceso político. El segundo Radical Caucus fue fundado por Justin Raimondo en 1979 a fin de "unificar el partido en torno a programas libertarios radicales  y de línea dura". Raimondo lideró el caucus desde el inicio hasta que abandonó el Partido Libertario en 1983. El segundo Radical Caucus desapareció en 1984.